# Блэр, Майк
Майкл Роберт Лейтон Блэр (англ. Michael Robert Leighton Blair, родился 20 апреля 1981 года в Эдинбурге) — шотландский профессиональный регбист, ныне завершивший карьеру игрока. Выступал за «Эдинбург», «Брив», «Ньюкасл Фэлконс», «Глазго Уорриорз» и сборную Шотландии на позиции скрам-хава. В 2009 году вызывался в состав «Британских и ирландских львов». После завершения карьеры работает ассистентом главного тренера в «Глазго Уорриорз» и национальной команде.

## Карьера игрока

### Клубная карьера
Майк Блэр дебютировал за «Эдинбург» в 2001 году, после чего провёл в клубе следующие 11 лет и 158 матчей. По результатам сезона 2007—2008 был признан одним из лучших игроков Кельтской лиги, попал в состав команды года и был назван игроком года в «Эдинбурге». Наивысшие достижения регбиста с «ганнерс» — второе место Кельтской лиги сезона 2008—2009 и полуфинал Кубка Хейнекен 2011—2012.
Летом 2012 года присоединился к французскому клубу «Брив», на тот момент выступавшем во втором по силе дивизионе страны — Про Д2. За клуб Блэр провёл 24 игры и помог ему выиграть плей-офф за выход в Топ 14. После этого регбист вновь пересёк Ла-Манш и перешёл в «Ньюкасл Фэлконс». Выступая за «соколов» Блэр также тренировал местный любительский клуб «Понтленд», с которым выиграл второй дивизион чемпионата Дарема и Нортамберленда. После двух лет на севере Англии Майк вернулся на родину в состав «Глазго Уорриорз», принципиального соперника своего первого клуба. За «воинов» Блэр сыграл 12 матчей и был признан лучшим игроком месяца в октябре. Весной 2016 года завершил свою карьеру игрока, одной из причин стало перенесённое им сотрясение мозга.

### Международная карьера
Сборная Шотландии

Майкл Блэр дебютировал за сборную Шотландии в матче со сборной Канады 15 июня 2002 года и тогда же занёс свою первую попытку. В 2003 году был вызван в состав «чертополохов» на чемпионат мира и провёл там матч c США, а в остальных четырёх встречах оставался на скамейке запасных. К следующему чемпионату мира подходил уже как важный игрок сборной и провёл на турнире четыре встречи из пяти: с Португалией, Румынией, Италией и Аргентиной.
В играх Кубка шести наций 2008 Блэр впервые вывел сборную на поле в качестве капитана и выиграл Кубок Калькутты. В ноябре того же года стал первым шотландцем, номинированным на звание игрока года по версии Международного совета регби, но награду получил валлиец Шейн Уильямс. В 2011 году попал на свой третий в карьере чемпионат мира. В матче против сборной Румынии занёс первую попытку «чертополохов» на турнире, а затем сыграл ещё две встречи — с Англией, его 75 игра за сборную, и Аргентиной.
В 2012 году провёл свой последний матч за сборную Шотландии. Зимой 2013 года объявил о завершении международной карьеры. Всего за 10 лет Блэр сыграл 85 матчей в тёмно-синей регбийке, в 14 из которых был капитаном. Он стал третьим игроком по количеству матчей за «чертополохов» и первым среди скрам-хавов.
Британские и ирландские львы

В 2009 году из-за травмы Томаса О’Лири Блэр был вызван в состав «Британских и ирландских львов» в их турне по ЮАР. Тестовых матчей за «Львов» Майк не сыграл, но провёл три игры с клубами «Президентс XV», «Шаркс» и «Саутерн Кингз». Все три матча были выиграны.

## Тренерская карьера
Сразу же после завершения карьеры Блэр стал ассистентом главного тренера в «Глазго». Летом 2015 года прошёл курсы Шотландского регбийного союза на тренерскую квалификацию третьего уровня. Через год получил стипендию имени Джона Макфейла для тренеров и провёл три недели с командой Супер Регби «Крусейдерс», изучая новозеландские методики тренировок. С переходом из «Уорриорз» в сборную Шотландии Грегора Таунсенда Блэр также присоединился к национальной команде в качестве ассистента в летнем турне 2017 года.

## Семья
Майкл Блэр принадлежит регбийной семье. Его младший брат Дэвид выступал за «Сейл Шаркс» и «Эдинбург», а Алекс провёл несколько игр за молодёжные сборные Шотландии разных возрастов и также был приглашён в «Эдинбург». У регбиста есть жена Вив и двое детей, Рори и Люси.